# Frankfurter Trambahn-Gesellschaft

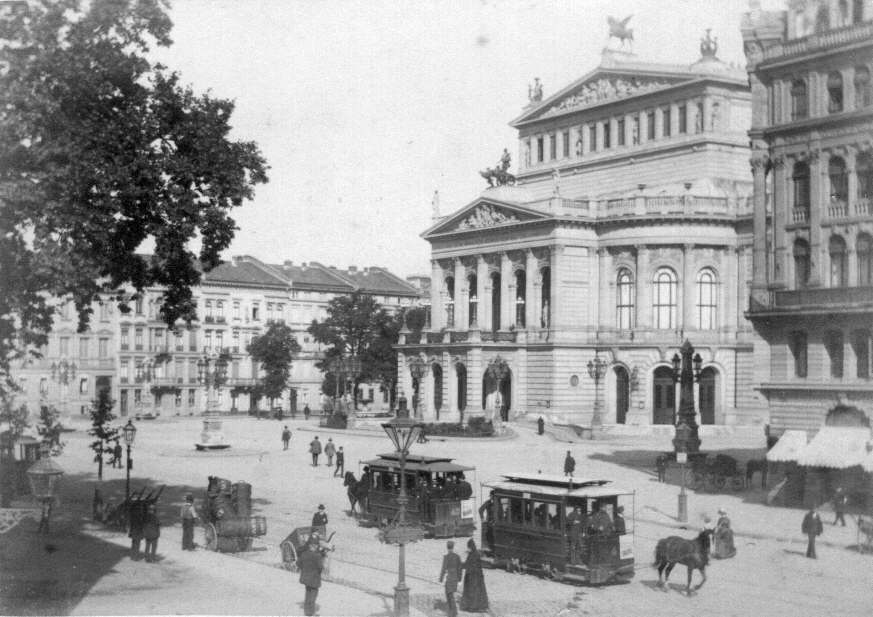
Pferdebahnen vor der Alten Oper, um 1880

Die Frankfurter Trambahn-Gesellschaft (FTG) war zwischen dem 19. Mai 1872 und dem 31. Dezember 1897 Betreiber der Frankfurter Straßenbahn.

## Geschichte

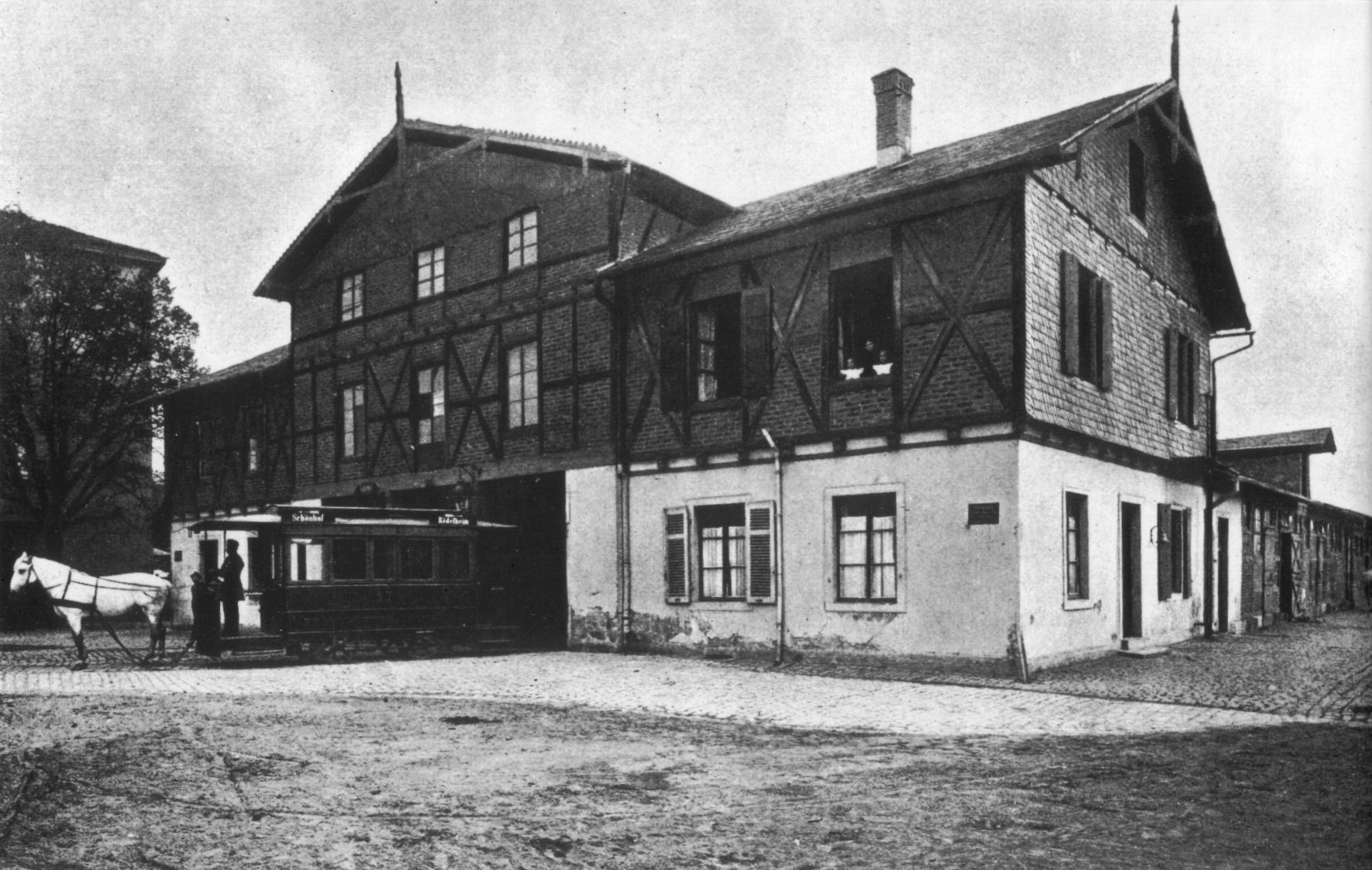
Das Depot am Schönhof um 1890

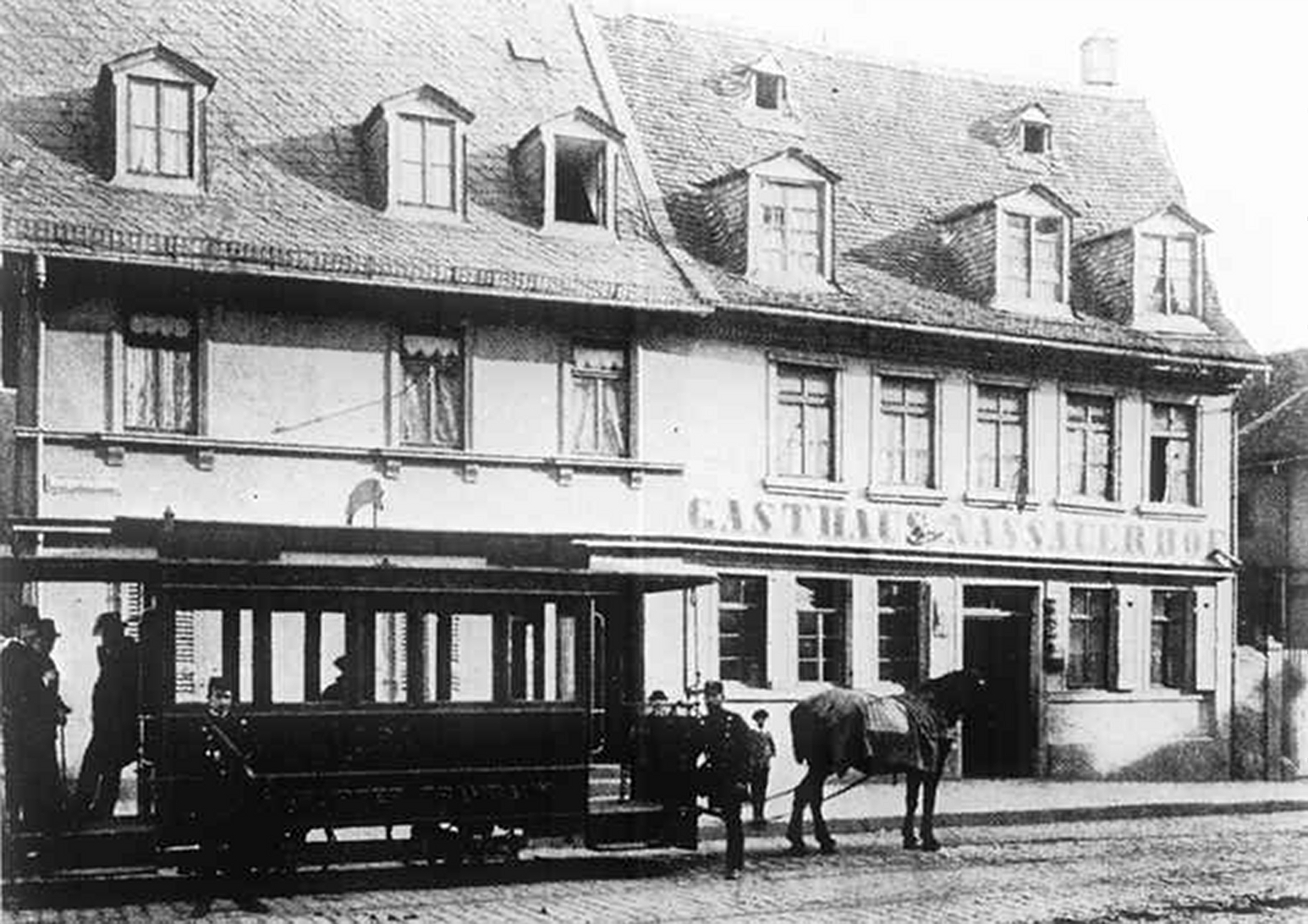
Pferdebahn an der Endhaltestelle Bornheim (Schule) in Bornheim vor dem Gasthaus Nassauer Hof (heute: Solzer) in der Berger Straße, ab 1881

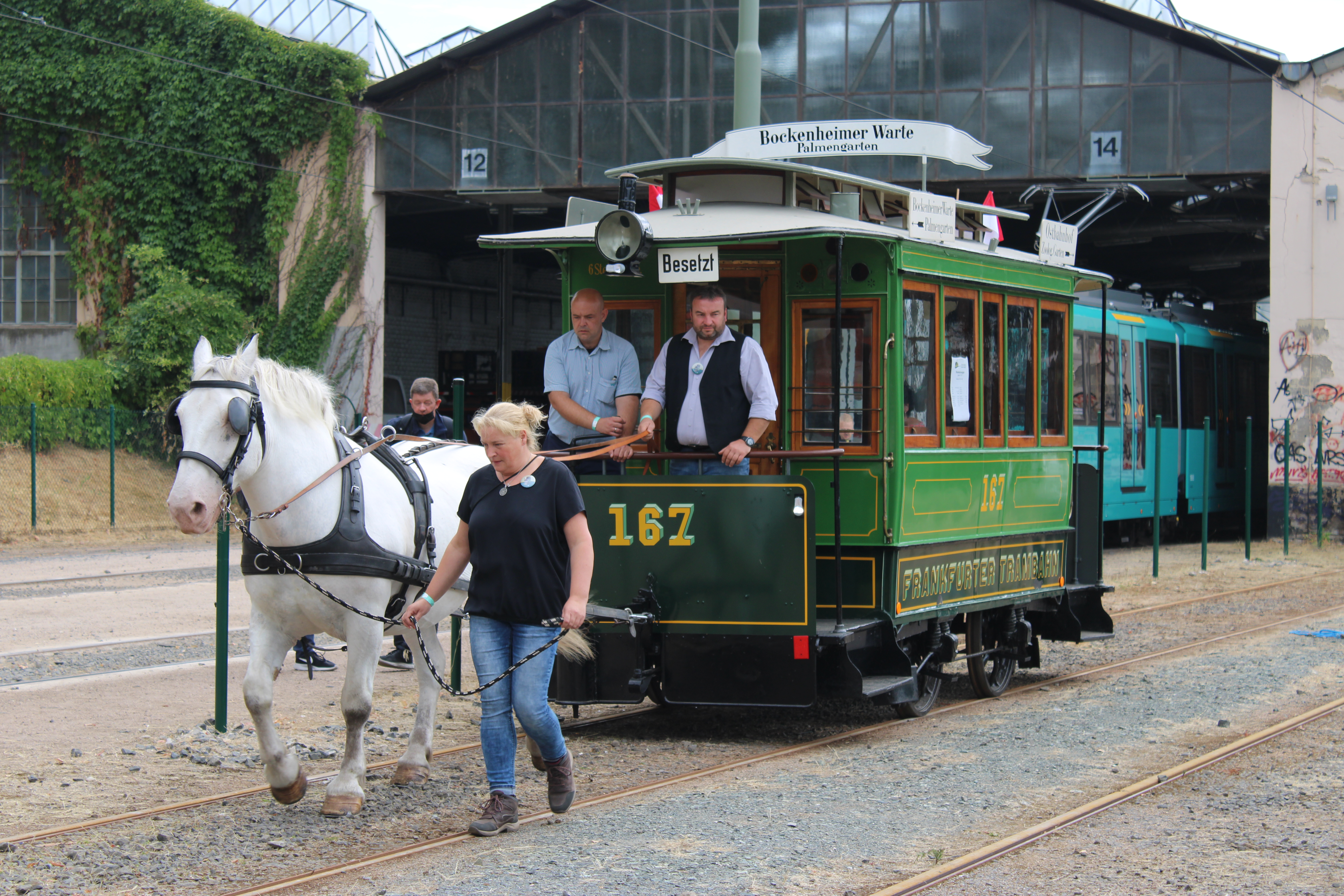
Pferdebahnwagen 167 der FTG des Frankfurter Verkehrsmuseums in Betrieb im Betriebshof Eckenheim 2022

Die Frankfurter Trambahn-Gesellschaft wurde 1872 durch die Brüsseler Firma F. de la Hault & Cie gegründet. Die erste Pferdebahn-Linie wurde am 19. Mai 1872 für den Personenverkehr eröffnet und führte vom Schönhof über die Leipziger Straße, Bockenheimer Landstraße und Bockenheimer Thor (heutiger Opernplatz) zur Hauptwache. Diese Straßenbahn-Linie wurde kurze Zeit später über die Zeil in Richtung Osten verlängert und erreichte am 10. September 1875 erstmals den Hanauer Bahnhof zwischen der Hanauer Landstraße und dem Röderbergweg (Vorgänger des heutigen Bahnhofs Frankfurt (Main) Ost). Ab 1879 führte eine zweite Linie von dem Uhrtürmchen in Bornheim über den Sandweg zur Friedberger Anlage. Diese Strecke wurde am 24. Oktober 1881 vom Uhrtürmchen über die Berger Straße zur Kirchner-Schule am Hohen Brunnen verlängert.
Das Streckennetz wurde in der Folgezeit schnell erweitert:
- 13. Mai 1880: Westbahnhöfe – Konstablerwache
- 15. April 1881: Lokalbahnhof – Obermainbrücke – Konstablerwache
- 6. April 1882: Konstablerwache – Eckenheimer Landstraße – Adlerflychtplatz
- 18. August 1888: Hauptbahnhof – Konstablerwache
- 5. November 1889: Schönhof – Rödelheim
- 21. November 1891: Adlerflychtplatz – Hauptbahnhof
- 4. Juni 1892: Adlerflychtplatz – Oeder Weg – Eckenheimer Landstraße – Hauptfriedhof
- 1. Oktober 1896: Palmengarten – Opernplatz – Hauptbahnhof
- 1. Oktober 1896: Hauptbahnhof – Untermainbrücke – Schaumainkai – Lokalbahnhof
- 1. Oktober 1896: Untermainbrücke – Schweizer Straße – Mörfelder Landstraße
- 15. Juni 1897: Mörfelder Landstraße – Wendelsplatz (Strecke der Frankfurter Waldbahn)
- 31. Juli 1897: Hauptbahnhof – Wilhelmsbrücke (heutige Friedensbrücke) – Wilhelmsstraße (heutige Stresemannallee)

Zur Unterscheidung der Linien wurden ab dem 15. April 1889 verschiedenfarbige Zielschilder und Lampen mit farbigen Gläsern verwendet.
Als die Elektrifizierung der Straßenbahn anstand, gehörte die FTG (in Gemeinschaft mit der Firma Westinghouse) zu einem der sieben Bieter. Das Angebot der FTG war mit 2.461.000 Mark (entspricht heute etwa 21,3 Millionen EUR) das günstigste, weil der Oberbau der bisherigen Pferdebahn weitgehend übernommen werden sollten, während die anderen Anbieter eine Erneuerung des Gleiskörpers vorsahen.
Zum 1. Januar 1898 gingen alle Linien mit Ausnahme der Linie Rödelheim – Schönhof in den Besitz der Stadt Frankfurt über, die in der Folgezeit bis 1904 die Elektrifizierung aller Linien durchführte. Die durch die Main-Weser-Bahn vom restlichen Netz getrennte Strecke nach Rödelheim ging erst am 1. August 1900 in städtisches Eigentum über und wurde auch als letzte Linie am 17. Juni 1904 auf elektrischen Betrieb umgestellt. Bis zum Ablauf der Betriebskonzession am 31. Dezember 1914 zahlte die Stadt Frankfurt zudem eine jährliche Abfindung an den ursprünglichen Besitzer.

## Linien

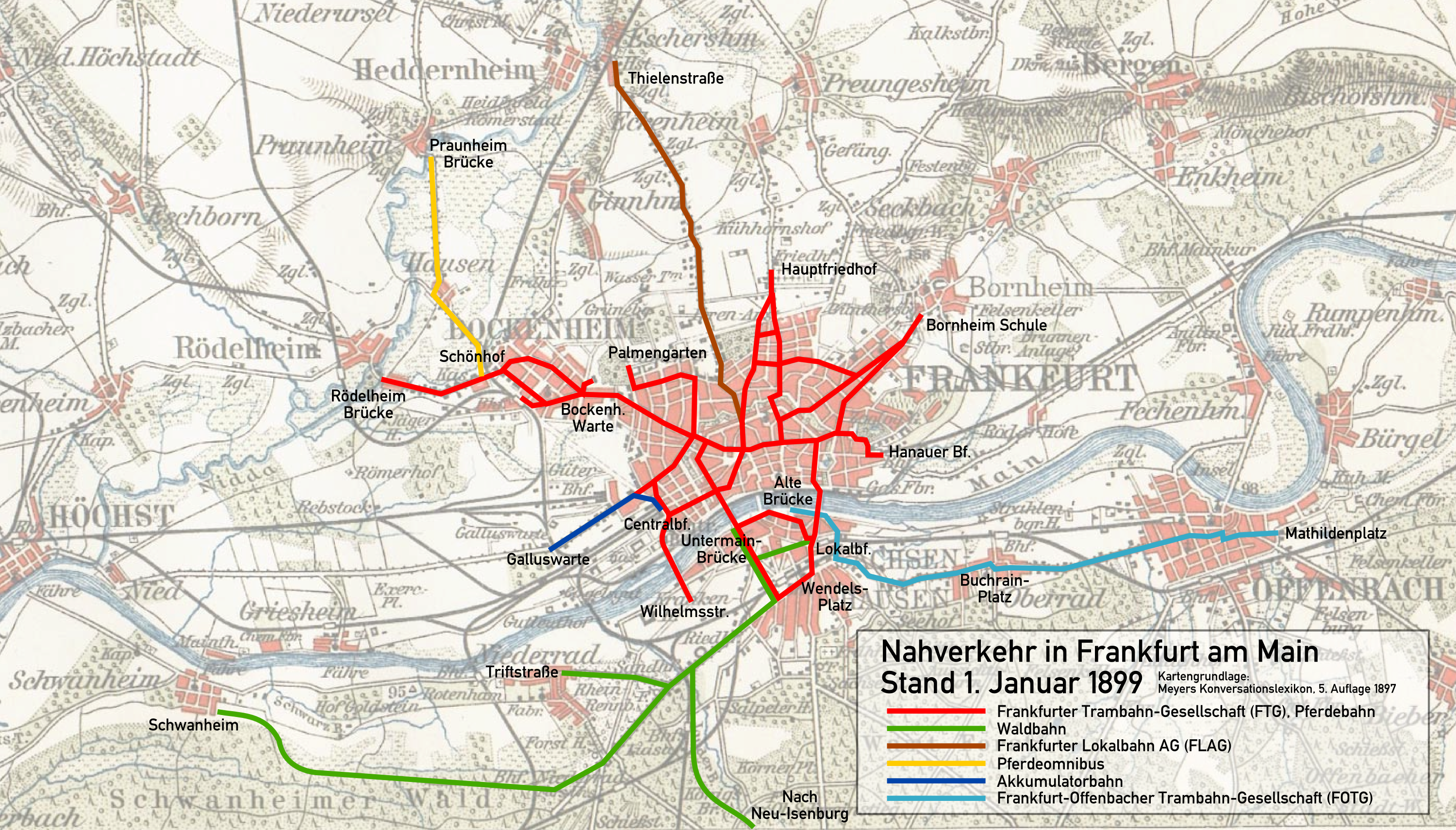
Streckennetz der Frankfurter Straßenbahn, Stand 1. Januar 1899

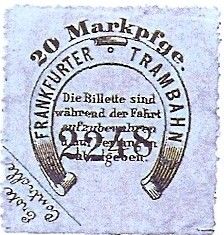
Tramfahrschein Frankfurt am Main 1875

Zum Jahreswechsel 1897/1898 verkehrten folgende Linien auf dem Netz der FTG:
| Feuerbachstraße – Hauptbahnhof         |
| Bockenheimer Bahnhof – Hanauer Bahnhof |
| Bockenheimer Warte – Hanauer Bahnhof   |
| Bockenheimer Warte – Lokalbahnhof      |
| Palmengarten – Wendelsplatz            |
| Palmengarten – Bornheim (Post)         |
| Glauburgstraße – Wendelsplatz          |
| Bornheim (Schule) – Hauptbahnhof       |
| Schellingstraße – Hauptbahnhof         |
| Friedhof (Altes Portal) – Hauptbahnhof |
| Friedberger Anlage – Wilhelmsstraße    |
| Hauptbahnhof – Lokalbahnhof            |
| Hauptbahnhof – Konstablerwache         |
| Hauptbahnhof – Hanauer Bahnhof         |
| Bockenheimer Warte – Rödelheim         |
| Schönhof – Opernplatz                  |

## Wagenpark

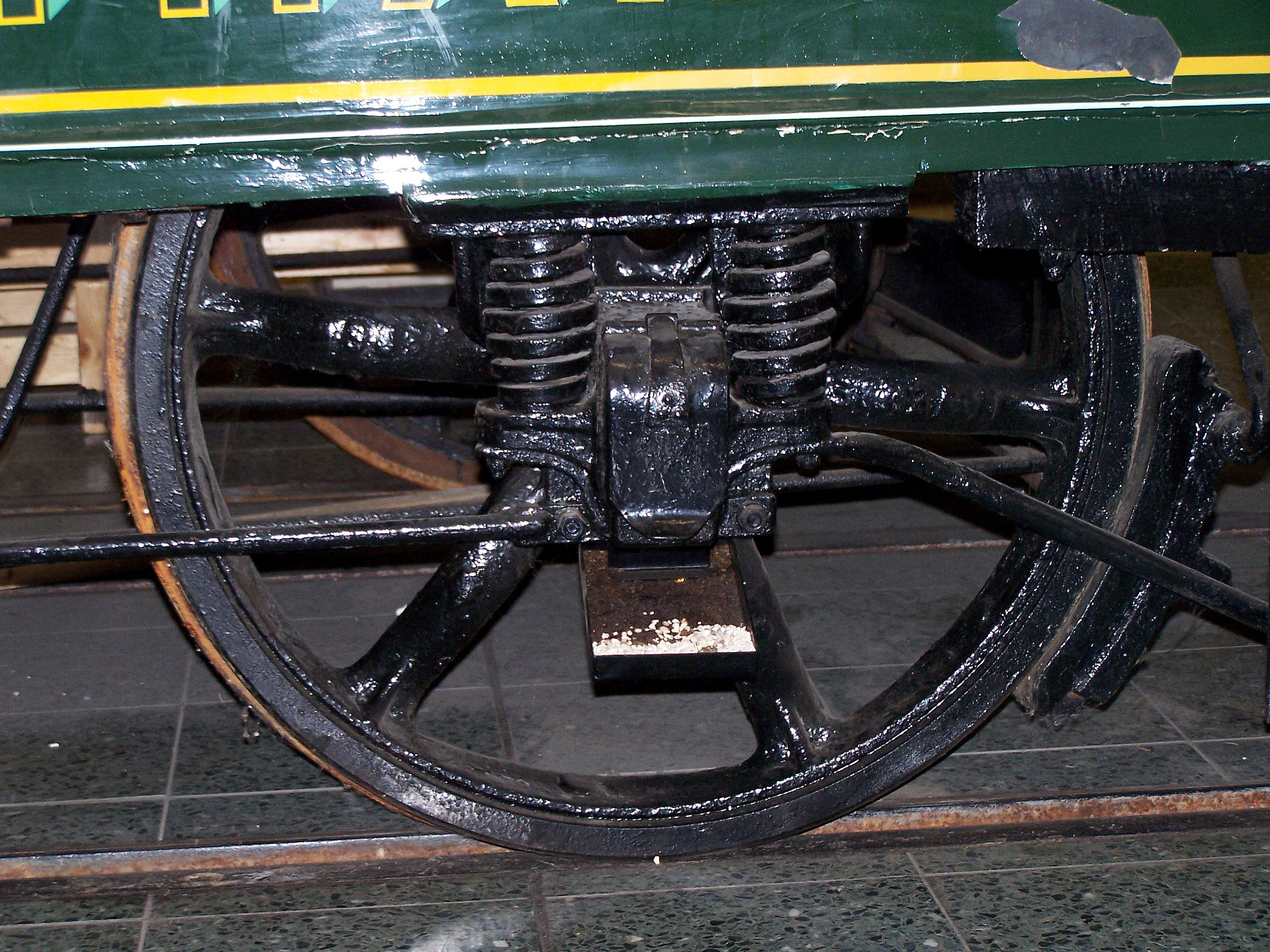
Speichenrad des Pferdebahnwagens 167 der FTG im Frankfurter Verkehrsmuseum in Frankfurt-Schwanheim

Am Höhepunkt des Pferdebahnbetriebs 1898 verfügte die FTG beziehungsweise die Städtische Straßenbahn über insgesamt 904 Pferde als Zugtiere sowie 144 geschlossene und 61 offene Personenwagen. Alle Wagen waren ursprünglich dunkelgrün lackiert, nach der Übernahme durch die städtische Straßenbahn wich der Anstrich der bei den elektrischen Fahrzeugen üblichen beigen Farbgebung. Nach der Umstellung auf elektrischen Betrieb wurden die geschlossenen Pferdebahnwagen noch bis etwa 1914 hinter Straßenbahn-Triebwagen des Typs A für Fahrgäste eingesetzt. Ein Wagen blieb im Verkehrsmuseum in Frankfurt-Schwanheim erhalten. Da dessen ursprüngliche Nummer nicht überliefert ist, trägt er die Fantasienummer 167.
Die Zugpferde der FTG bekamen nach dem Jahr ihres Zuganges zur Gesellschaft Namen in alphabetischer Reihenfolge, beginnend bei A in 1872. Von einem Pferd aus dem Jahr 1875 ist der Name „Defizit“ überliefert. In den ebenfalls alphabetisch vergebenen Baureihenbezeichnungen der elektrischen Straßenbahn lebt das System in gewisser Weise weiter.